# Kombach
Kombach is een plaats in de Duitse gemeente Biedenkopf, deelstaat Hessen, en telt 1100 inwoners.